# Landgericht Frankfurt am Main

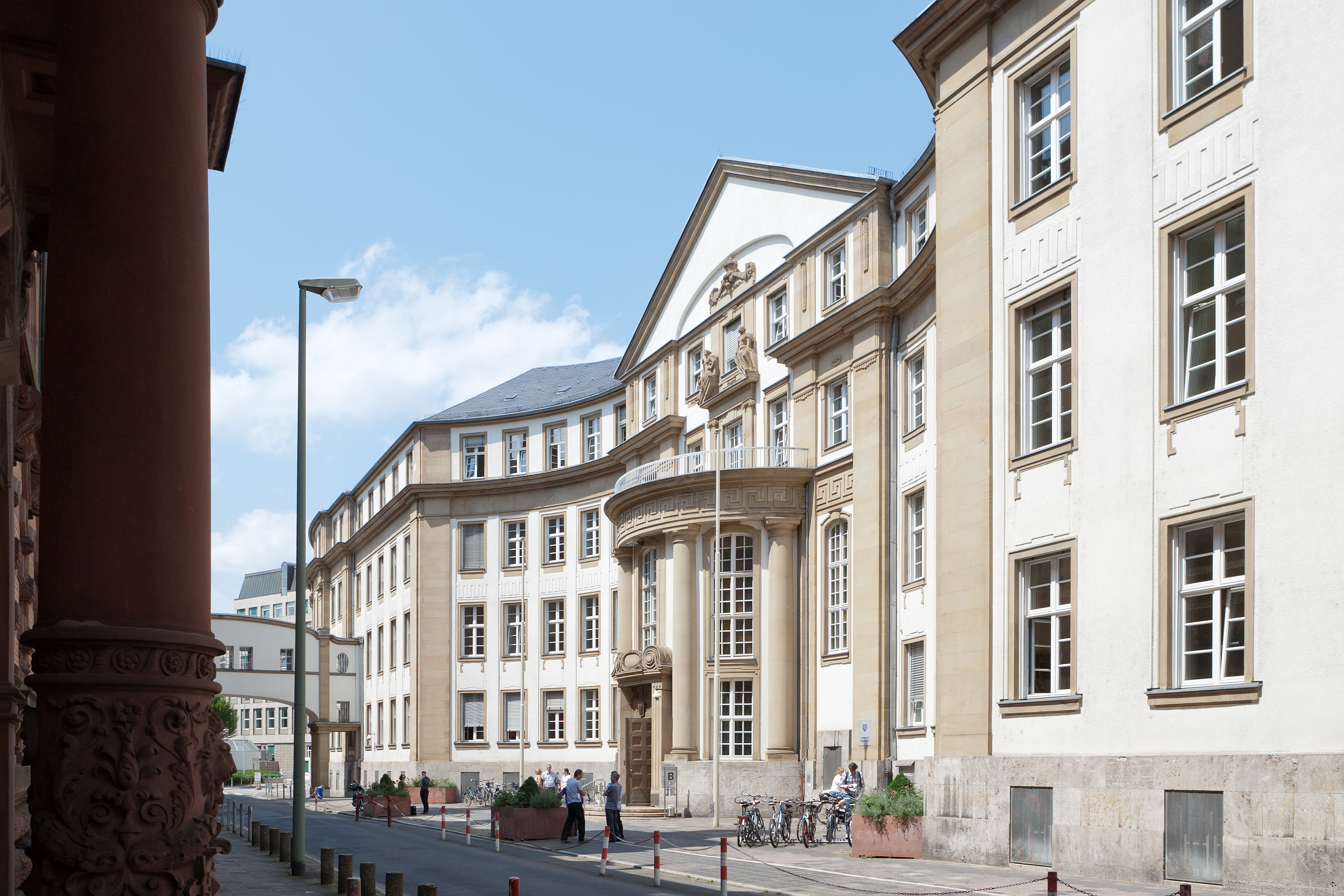
Gerichtsgebäude B von 1913–1917, von Südosten, 2011

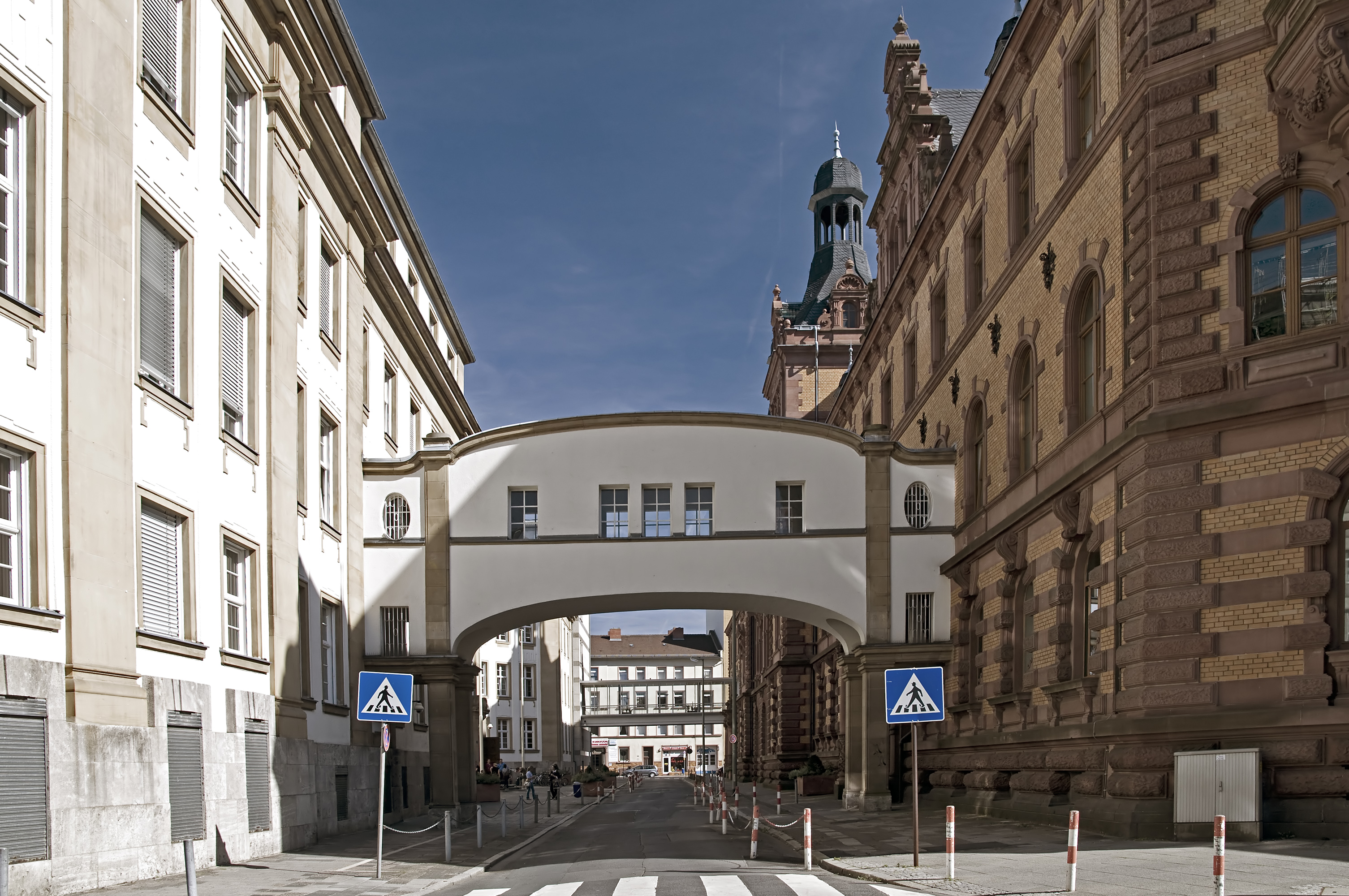
Die Gerichtsstraße von Westen, rechts Gebäude A von 1884–1989, links das über Brücken angebundene Gebäude B

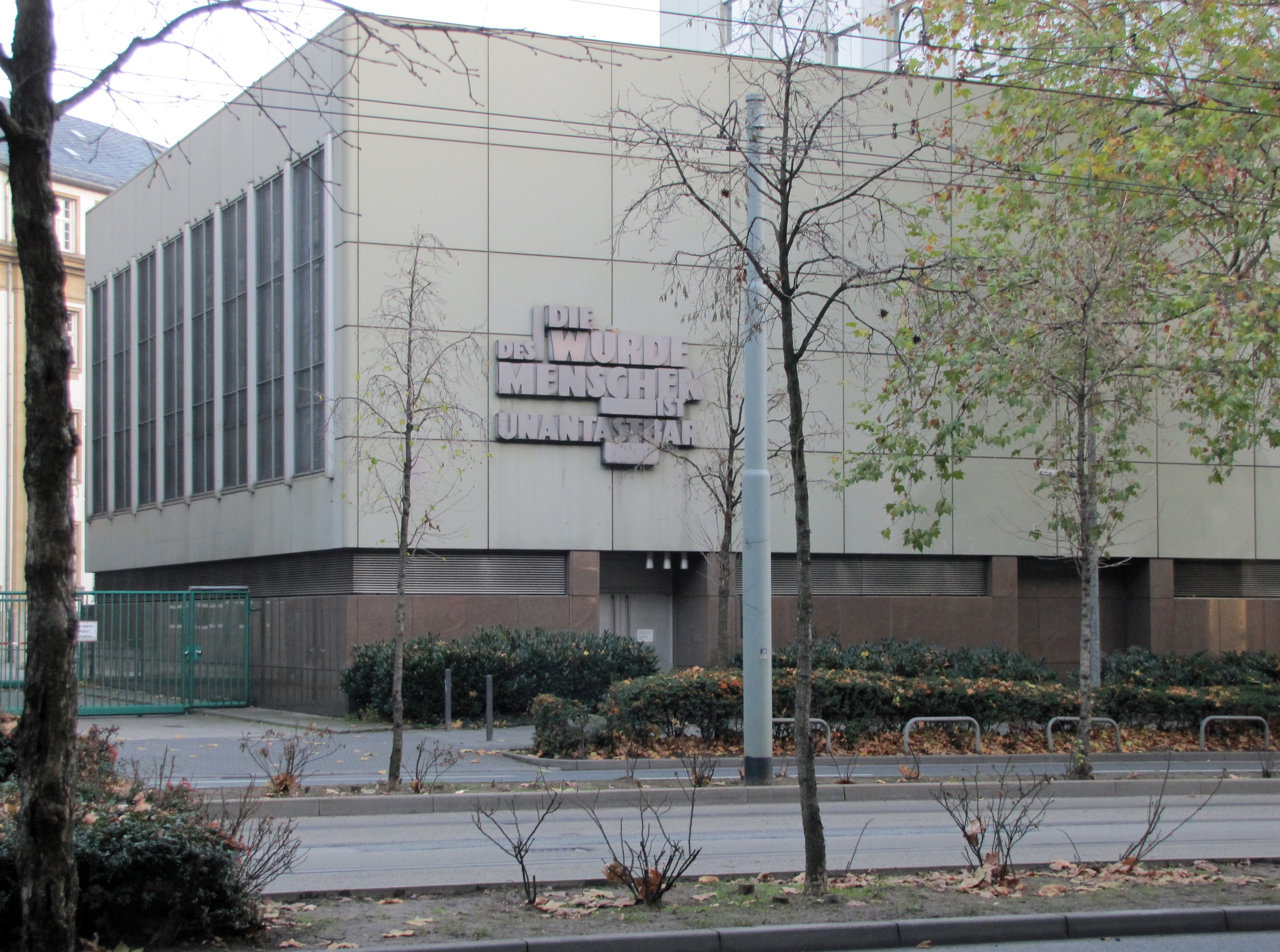
Abs. 1 Satz 1 GG an Gebäude C

Das Landgericht Frankfurt am Main ist ein Gericht der ordentlichen Gerichtsbarkeit und eines von neun Landgerichten im Oberlandesgerichtsbezirk Frankfurt am Main.

## Gerichtssitz und -bezirk
Das Landgericht (LG) hat seinen Sitz in Frankfurt am Main. In seinem Bezirk leben etwa eine Million Menschen.
An ihm sind 400 Mitarbeiter beschäftigt, darunter 140 Richter. Es gibt 34 Zivilkammern, 16 Kammern für Handelssachen und eine Kammer für Wertpapierbereinigung. Unter den 35 Strafkammern gibt es eine Kammer für Staatsschutz, fünf Jugendkammern, sieben Wirtschaftsstrafkammern, zwei Umweltstrafkammern, zwei Strafvollstreckungskammern, eine Kammer für Bußgeldangelegenheiten, eine für Führerscheinsachen sowie eine für Steuerberatersachen.

## Zuständigkeit
Das Landgericht ist über den eigenen Bezirk hinaus zuständig für
- alle Patentstreitsachen im Land Hessen (§ 9 Gerichtliche Zuständigkeitsverordnung Justiz (Justizdelegationsverordnung – JustizDelegV)[1]);
- Urheberrechtsstreitsachen in den Bezirken der Landgerichte Darmstadt, Gießen, Hanau, Limburg und Wiesbaden (§ 35 JuZuV);
- gesellschaftsrechtliche Angelegenheiten in Hessen (§ 20 GerZustJuV HE);
- Topographieschutzsachen in ganz Hessen (§ 21 GerZustJuV HE);
- Sortenschutzstreitsachen im Bundesland Hessen (§ 22 GerZustJuV HE);
- Kennzeichen- und Gemeinschaftsmarkenstreitsachen im Lande Hessen (§ 23 GerZustJuV HE);
- gerichtliche Entscheidungen über Anfechtungsklagen in Hessen wegen der Unwirksamkeit der Umstellung oder der Änderung der Emissionsbedingungen (§ 24 GerZustJuV HE);
- bürgerlichen Rechtsstreitigkeiten wegen Wettbewerbsbeschränkungen in den Bezirken der Landgerichte Darmstadt, Gießen, Hanau, Limburg und Wiesbaden (§ 25 GerZustJuV HE);
- die gerichtliche Überprüfung in Hessen der Angemessenheit des Ausgleichs für das Erlöschen und die Beseitigung der Mehrstimmrechte (§ 26 GerZustJuV HE);
- Unterlassungsklageverfahren in Hessen (§ 27 GerZustJuV HE);
- gesellschaftsrechtliche Spruchverfahren sowie Verfahren der gerichtlichen Auswahl und Bestellung der Verschmelzungsprüferinnen und Verschmelzungsprüfer in ganz Hessen (§ 28 GerZustJuV HE);
- Geschmacksmusterstreitsachen, Gemeinschaftsgeschmacksmusterstreitsachen sowie Gebrauchsmusterstreitsachen im Land Hessen (§ 29 GerZustJuV HE);
- Olympiaschutzstreitsachen in Hessen (§ 30 GerZustJuV HE);
- Kapitalmarktstreitsachen im Bundesland Hessen (§ 31 GerZustJuV HE);
- Entscheidungen in ganz Hessen nach dem Gesetz zur Unternehmensintegrität und Modernisierung des Anfechtungsrechts und anderer Rechtsvorschriften (§ 32 GerZustJuV HE);
- Angelegenheiten in Hessen nach dem Gesetz zur Ausführung des Abkommens über deutsche Auslandsschulden (§ 33 GerZustJuV HE) sowie
- internationale Rechtshilfe in Strafsachen aus dem Landgerichtsbezirk Hanau (§ 35 GerZustJuV HE).

## Gerichtsgebäude
Das Gericht ist in den Gebäuden B (vorwiegend Zivilrecht) und E (vorwiegend Strafrecht) des Frankfurter Gerichtskomplexes in der Gerichtsstraße 2 untergebracht.

## Über- und nachgeordnete Gerichte

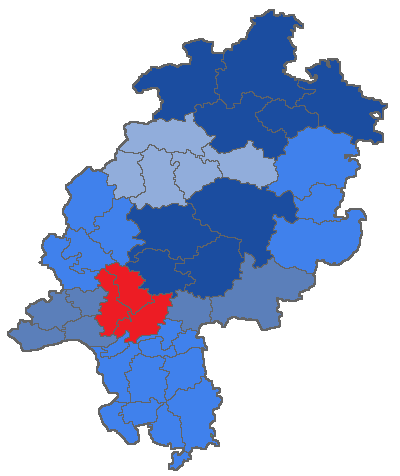
Lage des Landgerichtsbezirks Frankfurt in Hessen

Nachgeordnet sind die Amtsgerichte Bad Homburg v. d. Höhe, Frankfurt am Main und Königstein im Taunus. Das Amtsgericht Usingen wurde zum 31. Dezember 2011 geschlossen. Zuständiges Oberlandesgericht ist das Oberlandesgericht Frankfurt am Main.

## Geschichte
Die Gerichtsorganisation in Frankfurt am Main bestand nach der Annexion der Freien Stadt Frankfurt durch Preußen 1866 zunächst fort. Anstelle des  Oberappellationsgerichtes der vier Freien Städte trat allerdings ab 1867 das Preußische Obertribunal. Gericht der zweiten Instanz war das Stadtgericht Frankfurt am Main bezüglich der Urteile der beiden Justizämter der Stadt als auch das Appellationsgericht Frankfurt am Main für Urteile des Stadtgerichts.
Mit dem Gerichtsverfassungsgesetz vom 27. Januar 1877 wurde nach der Gründung des Kaiserreichs die seit dem 1. Oktober 1879 bis heute geltende  Struktur von Amtsgerichten als erster und Landgerichten als zweiter Instanz geschaffen.
Mit dem Gesetz vom 4. März 1878 wurde (unter anderem) das Landgericht Frankfurt am Main gebildet. Mit Verordnung vom 26. Juli 1878 wurden die Amtsgerichte errichtet. Der Bezirk des Landgerichtes Frankfurt am Main umfasste die Amtsgerichte Bockenheim, Frankfurt am Main und Homburg v. d. H.
Zum 1. April 1895 wurde das Amtsgericht Bockenheim aufgelöst und dessen Amtsgerichtsbezirk dem des Amtsgerichtes Frankfurt zugeordnet. Dagegen kam es am 1. April 1923 zum Wechsel des Amtsgerichts Usingen und am 1. Januar 1930 zum Wechsel des Amtsgerichts Frankfurt-Höchst vom Landgerichtsbezirk Wiesbaden in den hier behandelten Sprengel. Das Amtsgericht Frankfurt-Höchst war ab 1943 eine Zweigstelle des Amtsgerichts Frankfurt am Main.
Am 31. März 1933 eröffnete Roland Freisler das dem Landgericht zugeordnete Frankfurter Sondergericht, das bis März 1945  fast 1.700 politische Verfahren gegen 2.204 Personen, sogenannte „Volksschädlinge“ durchführte. Zum Tod Verurteilte wurden im Zuchthaus Preungesheim hingerichtet.
1947 fand der Frankfurter Hadamar-Prozess statt.
Mit Wirkung vom 1. Januar 1949 wurde der Amtsgerichtsbezirk Bad Vilbel vom Landgerichtsbezirk Gießen abgetrennt und dem Landgerichtsbezirk Frankfurt am Main zugeteilt. Zum 1. Januar 1954 erfolgte dann auch der Wechsel des Amtsgerichts Königstein im Taunus vom Landgerichtsbezirk Wiesbaden in den Bezirk des Frankfurter Landgerichts. Das Amtsgericht Bad Vilbel wurde zum 1. Januar 2005 aufgelöst, dessen Aufgaben vom Amtsgericht Frankfurt am Main übernommen wurden.
Von 2007 bis 2015 war Johann Nikolaus Scheuer und von 2016 bis 2024 war Wilhelm Wolf Präsident des Gerichts. Seit dem 1. Februar 2025 hat das Amt Carsten Paul inne.

### Landesarbeitsgericht Frankfurt am Main
Gemäß Arbeitsgerichtsgesetz vom 23. Dezember 1926 wurden in Deutschland Arbeitsgerichte gebildet. Diese waren nur in der ersten Instanz unabhängig, die Landesarbeitsgerichte waren den Landgerichten zugeordnet. Am Landgericht Frankfurt am Main entstand so 1927 das Landesarbeitsgericht Frankfurt am Main als einziges Landesarbeitsgericht im Bezirk des Oberlandesgerichtes Frankfurt am Main. Dem Landesarbeitsgericht Frankfurt am Main waren folgende Arbeitsgerichte zugeteilt: Arbeitsgericht Altenkirchen, Arbeitsgericht Dillenburg, Arbeitsgericht Frankfurt am Main, Arbeitsgericht Hechingen, Arbeitsgericht Limburg, Arbeitsgericht Neuwied, Arbeitsgericht Niederlahnstein, Arbeitsgericht Wetzlar und Arbeitsgericht Wiesbaden. Nach der Besetzung Deutschlands durch die Alliierten wurden 1945 zunächst alle Gerichte geschlossen. Die ordentlichen Gerichte wurden schon bald wieder eröffnet, während die Arbeitsgerichte zunächst außer in Hamburg nicht wieder eingerichtet wurden, so dass arbeitsgerichtliche Streitigkeiten von den ordentlichen Gerichten erledigt werden mussten. Gemäß Kontrollratsgesetz 21 sollten in Deutschland Arbeitsgerichte aufgebaut werden. Für das Groß-Hessen entstand 1946 das Hessische Landesarbeitsgericht, ebenfalls in Frankfurt am Main.